# Bam Bam Miranda
Miguel Antonio Miranda, más conocido como Bam Bam Miranda (Lima, 11 de junio de 1956 – Córdoba, 2011) fue un percusionista y luthier peruano de nacimiento y cordobés por adopción, músico de la banda de La Mona Jiménez por casi 20 años.

## Biografía
Su padre y su madre eran músicos y desde pequeño comenzó a incursionar en los instrumentos de percusión. Percusionista, compositor y luthier integró diferentes bandas musicales, entre ellas la orquesta de Carlitos “Mona” Jiménez y el grupo afroperuano Guarango, con quien tuvo una amplia trayectoria en la provincia de Córdoba.
Autodefinido como un obrero de la música, ya en Perú se destacaba como miembro de la orquesta de Machito Gil con quien ganó un Grammy en 1985, allí conoció a Alejandro Lerner, quien lo invitó a su banda y lo trajo a Argentina. Después el percusionista tocó y grabó con bandas o solistas tan dispares como Divididos, Callejeros, Viejas Locas, Bersuit Vergarabat, Liliana Vitale, Juan Carlos Baglietto, Roberto “Polaco” Goyeneche, Teresa Parodi, Los Caligaris, Los Carabajal y Los Nocheros entre otros. Su versatilidad lo llevaría, también, a integrar grupos de fusión como La Banda Latina y Monos con Navajas. Además de colaborar con el mismísimo James Brown y diversos proyectos de música popular y de rock. “La música es el único arte imprescindible”, afirmó en una entrevista. 
Pero su gran amor lo encontró a principios de la década de los 90 cuando se sumó a la orquesta de Carlitos “Mona” Jiménez, con quien permaneció por casi 20 años, grabó más de 30 discos y su magia lo convirtió en un verdadero mito de la música popular cuartelera. “El cuarteto es la única comparsa de interiores que conozco en el mundo. La gente baila avanzando, como si estuviese en una comparsa callejera”, afirmaba.
Con el nuevo siglo sobre la espalda, Bam Bam fundó junto a Willy González el grupo de jazz latino y afroperuano Guarango, obteniendo amplia repercusión en la movida musical cordobesa. La expresión máxima de esa génesis llegó con la interpretación de “Ritmos negros del Perú”, canción que describe la vida de los esclavos y el desarrollo de la música negra peruana.
En sus manos, en su cuerpo y en sus palabras, los tambores dejaban de ser objetos: “Ellos tienen sexo y tienen edad: hay negras vanidosas, presumidas, flacas, divinas; hay negros gordos, bonachones; hay ancianos sabios, blandos, dóciles… Un tambor es un ser herido, parte de dos seres vivos, muertos y mutilados por un semejante al que lo va a tocar” (…) “Necesitas establecer una relación afectivo- pasional, el tambor siente esa relación sincera, honesta de verdad”.
El jueves 28 de julio de 2011 realizando un solo de cajón peruano en la gala homenaje al 190º aniversario de la independencia de Perú en el Teatro San Martín de la provincia de Córdoba, repentinamente se descompensó. El estado era "muy grave" y el pronóstico no era alentador… había sufrido un ACV (accidente cerebrovascular). Finalmente Ban Bam, el “rejuntador” de almas, quien se había definido así mismo como un “tambor-dependiente” que caía en la enfermedad si no tocaba, falleció el viernes 29 de julio de 2011 al mediodía. Colegas, músicos y amigos se autoconvocaron para rendirle un homenaje (una rueda de tambores) frente al Teatro del Libertador de la provincia de Córdoba. Los tambores latinoamericanos habían perdido a uno de sus más fieles exponentes.